# Pavetta ombrophila
Pavetta ombrophila är en måreväxtart som beskrevs av Cornelis Eliza Bertus Bremekamp. Pavetta ombrophila ingår i släktet Pavetta och familjen måreväxter.
Artens utbredningsområde är Kamerun. Inga underarter finns listade i Catalogue of Life.